# Capparis srilankensis
Capparis srilankensis là một loài thực vật có hoa trong họ Capparaceae. Loài này được Sundararagh. mô tả khoa học đầu tiên năm 1986.